# Дренчец
Дренчец (хрв. Drenčec) је насељено место у саставу града Загреб, Хрватска.

## Историја
До територијалне реорганизације у Хрватској био је у саставу старе загребачке приградске општине Сесвете.

## Становништво
На попису становништва из 2021. године, Дренчец је имао 136 становника.
| Број становника према пописима | Број становника према пописима | Број становника према пописима | Број становника према пописима | Број становника према пописима | Број становника према пописима | Број становника према пописима | Број становника према пописима | Број становника према пописима | Број становника према пописима | Број становника према пописима | Број становника према пописима | Број становника према пописима | Број становника према пописима | Број становника према пописима | Број становника према пописима | Број становника према пописима |
| ------------------------------ | ------------------------------ | ------------------------------ | ------------------------------ | ------------------------------ | ------------------------------ | ------------------------------ | ------------------------------ | ------------------------------ | ------------------------------ | ------------------------------ | ------------------------------ | ------------------------------ | ------------------------------ | ------------------------------ | ------------------------------ | ------------------------------ |
| 1857.                          | 1869.                          | 1880.                          | 1890.                          | 1900.                          | 1910.                          | 1921.                          | 1931.                          | 1948.                          | 1953.                          | 1961.                          | 1971.                          | 1981.                          | 1991.                          | 2001.                          | 2011.                          | 2021.                          |
| 55                             | 100                            | 75                             | 88                             | 111                            | 121                            | 124                            | 131                            | 146                            | 151                            | 141                            | 117                            | 104                            | 115                            | 117                            | 131                            | 136                            |